# Zweden op het Eurovisiesongfestival 1982
Melodifestivalen 1982 was de eenentwintigste editie van de liedjeswedstrijd die de Zweedse deelnemer voor het Eurovisiesongfestival oplevert. De winnaar werd bepaald door de jury gesorteerd op leeftijd.

## Uitslag
| Nr. | Artiest                        | Liedje                   | Producers van het liedje                      | Punten | Plaats |
| --- | ------------------------------ | ------------------------ | --------------------------------------------- | ------ | ------ |
| 1   | Little Gerhard & Yvonne Olsson | Hand i hand med dig      | Little Gerhard, Börje Carlsson                | -      | -      |
| 2   | Lena Ericsson                  | Någonting har hänt       | Staffan Ehrling, Britt Lindeborg              | 39     | 2e     |
| 3   | Chattanooga                    | Hallå hela pressen       | Strix Q, Mia Kempff                           | 28     | 4e     |
| 4   | Charlie Hillson                | Då kom min ängel         | Charlie Hillson                               | -      | -      |
| 5   | Ann-Louise Hanson              | Kärleken lever           | Anders Glenmark                               | 24     | 5e     |
| 6   | Annika Rydell & Lasse Westman  | Här har du din morgondag | Lasse Westman, Kjell Isaksson, Inger Isaksson | -      | -      |
| 7   | Liza Öhman                     | Hey-hi-ho                | Martin Contra, Björn Frisén                   | 33     | 3e     |
| 8   | Shanes                         | Fender 62                | Kit Sundqvist, Håkan Thanger                  | -      | -      |
| 9   | Maria Wickman                  | Dags att börja om igen   | Hasse Olsson                                  | -      | -      |
| 10  | Chips                          | Dag efter dag            | Lasse Holm, Monica Forsberg                   | 64     | 1ste   |

### Jury
| Liedje             | 15-20 | 20-25 | 25-30 | 30-35 | 35-40 | 40-45 | 45-50 | 50-55 | 55-60 | Totaal |
| ------------------ | ----- | ----- | ----- | ----- | ----- | ----- | ----- | ----- | ----- | ------ |
| Någonting har hänt | 2     | 8     | 4     | 1     | 6     | 4     | 6     | 4     | 4     | 39     |
| Hallå hela pressen | 8     | 1     | 6     | 6     | 2     | 2     | 1     | 1     | 1     | 28     |
| Kärleken lever     | 1     | 2     | 1     | 2     | 1     | 6     | 4     | 6     | 2     | 25     |
| Hey-hi-ho          | 4     | 4     | 2     | 8     | 4     | 1     | 2     | 2     | 6     | 33     |
| Dag efter dag      | 6     | 6     | 8     | 4     | 8     | 8     | 8     | 8     | 8     | 64     |

## In Harrogate
In Harrogate moest Zweden optreden als 9de en laatste, na Cyprus en voor Oostenrijk.
Op het einde van de puntentelling was Zweden 8ste geworden met een totaal van 67 punten.
Men ontving van Nederland en België 5 punten.

### Gekregen punten

#### Finale
| 12 punten                                  | 10 punten              | 8 punten                              | 7 punten                  | 6 punten |
| ------------------------------------------ | ---------------------- | ------------------------------------- | ------------------------- | -------- |
|                                            |                        | - Denemarken - Noorwegen - Oostenrijk | - Portugal                |          |
| 5 punten                                   | 4 punten               | 3 punten                              | 2 punten                  | 1 punt   |
| - België - Nederland - Verenigd Koninkrijk | - Spanje - Zwitserland | - Finland - Ierland - Luxemburg       | - Duitsland - Joegoslavië |          |

### Punten gegeven door Zweden

#### Finale
Punten gegeven in de finale:
| 12 punten | Joegoslavië |
| 10 punten | Israël      |
| 8 punten  | Duitsland   |
| 7 punten  | België      |
| 6 punten  | Portugal    |
| 5 punten  | Ierland     |
| 4 punten  | Noorwegen   |
| 3 punten  | Nederland   |
| 2 punten  | Zwitserland |
| 1 punt    | Denemarken  |